# Саммерсвілл (Міссурі)
Саммерсвілл (англ. Summersville) — місто (англ. city) в США, в округах Техас і Шеннон штату Міссурі. Населення — 453 особи (2020).

## Географія
Саммерсвілл розташований за координатами 37°10′43″ пн. ш. 91°39′28″ зх. д. / 37.17861° пн. ш. 91.65778° зх. д. (37.178547, -91.657691).  За даними Бюро перепису населення США в 2010 році місто мало площу 2,87 км², уся площа — суходіл.

## Демографія
Згідно з переписом 2010 року, у місті мешкали 502 особи в 232 домогосподарствах у складі 133 родин. Густота населення становила 175 осіб/км².  Було 269 помешкань (94/км²).
Расовий склад населення:
| - 96,8 % — білих - 0,8 % — корінних американців - 0,2 % — азіатів |

До двох чи більше рас належало 2,2 %. Частка іспаномовних становила 1,4 % від усіх жителів.
За віковим діапазоном населення розподілялося таким чином: 23,7 % — особи молодші 18 років, 52,2 % — особи у віці 18—64 років, 24,1 % — особи у віці 65 років та старші. Медіана віку мешканця становила 43,0 року. На 100 осіб жіночої статі у місті припадало 94,6 чоловіків;  на 100 жінок у віці від 18 років та старших — 80,7 чоловіків також старших 18 років.
Середній дохід на одне домашнє господарство  становив 37 185 доларів США (медіана — 30 972), а середній дохід на одну сім'ю — 42 407 доларів (медіана — 40 694). За межею бідності перебувало 20,0 % осіб, у тому числі 13,3 % дітей у віці до 18 років та 21,1 % осіб у віці 65 років та старших.
Цивільне працевлаштоване населення становило 208 осіб. Основні галузі зайнятості: виробництво — 27,4 %, освіта, охорона здоров'я та соціальна допомога — 27,4 %, будівництво — 10,6 %, транспорт — 7,7 %.